# Familia de conjuntos
En teoría de conjuntos y en otras ramas relacionadas de las matemáticas, una familia (o colección) puede hacer referencia a cualquiera de los conceptos siguientes dependiendo del contexto: 
- Conjunto
- Familia indexada
- Multiconjunto
- Clase

Una colección {\displaystyle F} de subconjuntos de un conjunto {\displaystyle S} determinado se denomina familia de subconjuntos de {\displaystyle S}, o familia de conjuntos sobre {\displaystyle S.} De manera más general, una colección de conjuntos cualesquiera se denomina familia de conjuntos o un sistema de conjuntos. Además, una familia de conjuntos se puede definir como una función desde un conjunto {\displaystyle I}, conocido como conjunto índice, hacia {\displaystyle F}, en cuyo caso los conjuntos de la familia están indexados por miembros de {\displaystyle I}. En algunos contextos, se puede permitir que una familia de conjuntos contenga copias repetidas de cualquier miembro determinado, y en otros contextos puede formar una clase propia.
Una familia finita de subconjuntos de un conjunto finito {\displaystyle S} también se denomina hipergrafo. El objeto de teoría de conjuntos extremos se refiere a los ejemplos más grandes y más pequeños de familias de conjuntos que satisfacen ciertas restricciones.

## Ejemplos
El conjunto de todos los subconjuntos de un conjunto dado {\displaystyle S} se llama conjunto potencia de {\displaystyle S}, y se denota por {\displaystyle \wp (S).} El conjunto potencia {\displaystyle \wp (S)} de un conjunto dado {\displaystyle S} es una familia de conjuntos sobre {\displaystyle S.}
Un subconjunto de {\displaystyle S} que tiene {\displaystyle k} elementos se llama {\displaystyle k}-subconjunto de {\displaystyle S.}
Los {\displaystyle k}-subconjuntos {\displaystyle S^{(k)}} de un conjunto {\displaystyle S} forman una familia de conjuntos.
Sea {\displaystyle S=\{a,b,c,1,2\}.} Un ejemplo de una familia de conjuntos sobre {\displaystyle S} (en el sentido de multiconjunto) viene dado por {\displaystyle F=\left\{A_{1},A_{2},A_{3},A_{4}\right\},} donde {\displaystyle A_{1}=\{a,b,c\},A_{2}=\{1,2\},A_{3}=\{1,2\},} y {\displaystyle A_{4}=\{a,b,1\}.}
La clase {\displaystyle \operatorname {Ord} } de todos los números ordinales es una familia "grande" de conjuntos. Es decir, no es en sí mismo un conjunto, sino una clase propia.

## Propiedades
Cualquier familia de subconjuntos de un conjunto {\displaystyle S} es en sí misma un subconjunto del conjunto potencia {\displaystyle \wp (S)} si no tiene miembros repetidos.
Cualquier familia de conjuntos sin repeticiones es una subclase de la clase propia de todos los conjuntos (el universo).
El teorema de Hall, debido a Philip Hall, da las condiciones necesarias y suficientes para que una familia finita de conjuntos no vacíos (se permiten repeticiones) tenga un sistema de distintos representantes.
Si {\displaystyle {\mathcal {F}}} es cualquier familia de conjuntos, entonces {\displaystyle \cup {\mathcal {F}}:={\textstyle \bigcup \limits _{F\in {\mathcal {F}}}}F} denota la unión de todos los conjuntos en {\displaystyle {\mathcal {F}},} donde, en particular, {\displaystyle \cup \varnothing =\varnothing .}
Cualquier familia {\displaystyle {\mathcal {F}}} de conjuntos es una familia sobre {\displaystyle \cup {\mathcal {F}}} y también una familia sobre cualquier superconjunto de {\displaystyle \cup {\mathcal {F}}.}

## Conceptos relacionados
Ciertos tipos de objetos de otras áreas de las matemáticas son equivalentes a familias de conjuntos, en el sentido de que pueden describirse puramente como una colección de conjuntos de objetos de algún tipo:
- Un hipergrafo, también llamado sistema de conjuntos, está formado por un conjunto de vértices junto con otro conjunto de hiperaristas, cada uno de los cuales puede ser un conjunto arbitrario. Las hiperaristas de un hipergrafo forman una familia de conjuntos, y cualquier familia de conjuntos puede interpretarse como un hipergrafo que tiene la unión de los conjuntos como vértices.
- Un complejo simplicial abstracto es una abstracción combinatoria de la noción de complejo simplicial, una forma integrada por uniones de segmentos rectilíneos, triángulos, tetraedros y símplices de dimensiones superiores, unidos cara a cara. En un complejo simplicial abstracto, cada símplex se representa simplemente como el conjunto de sus vértices. Cualquier familia de conjuntos finitos sin repeticiones en la que los subconjuntos de cualquier conjunto de la familia también pertenecen a la familia forma un complejo simplicial abstracto.
- Un estructura de incidencia consta de un conjunto de puntos, un conjunto de líneas y un relación binaria (arbitraria), llamada relación de incidencia, que especifica qué puntos pertenecen a qué líneas. Una estructura de incidencia puede especificarse mediante una familia de conjuntos (incluso si dos líneas distintas contienen el mismo conjunto de puntos), los conjuntos de puntos que pertenecen a cada línea, y cualquier familia de conjuntos puede interpretarse como una estructura de incidencia de esta manera.
- Un código de bloque binario consta de un conjunto de palabras de código, cada una de las cuales es una cadena de 0 y 1, todas de la misma longitud. Cuando cada par de palabras de código tiene una distancia de Hamming grande, se pueden utilizar como código de corrección de errores. Un código de bloque también se puede describir como una familia de conjuntos, describiendo cada palabra de código como el conjunto de posiciones en las que contiene un 1.
- Un espacio topológico consta de un par {\displaystyle (X,\tau )} donde {\displaystyle X} es un conjunto (cuyos elementos se llaman puntos) y {\displaystyle \tau } es una topología sobre {\displaystyle X,} que es una familia de conjuntos (cuyos elementos se llaman conjuntos abiertos) sobre {\displaystyle X}, que contiene tanto el conjunto vacío {\displaystyle \varnothing } como el propio {\displaystyle X}, y está cerrado bajo uniones de conjuntos arbitrarios e intersecciones de conjuntos finitos.

### Recubrimientos y topologías
Se dice que una familia de conjuntos recubre a un conjunto {\displaystyle X} si cada punto de {\displaystyle X} pertenece a algún miembro de la familia.
Una subfamilia de un recubrimiento de {\displaystyle X} que también es un recubrimiento de {\displaystyle X} se denomina subrecubrimiento.
Una familia se llama colección punto-finita si cada punto de {\displaystyle X} se encuentra en un número finito de miembros de la familia. Si cada punto de un recubrimiento se encuentra exactamente en un miembro, el recubrimiento es una partición de {\displaystyle X.}
Cuando {\displaystyle X} es un espacio topológico, un recubrimiento cuyos miembros son todos conjuntos abiertos se denomina recubrimiento abierto.
Una familia se llama localmente finita si cada punto en el espacio tiene un entorno que interseca solo un número finito de miembros de la familia.
Una colección localmente finita σ  o localmente finita numerable es una familia que es la unión de muchas familias localmente finitas.
Se dice que un recubrimiento {\displaystyle {\mathcal {F}}} es refina a otro (más grueso) {\displaystyle {\mathcal {C}}} si cada miembro de {\displaystyle {\mathcal {F}}} está contenido en algún miembro de {\displaystyle {\mathcal {C}}.} Un refinamiento estrella es un tipo particular de refinamiento.

## Tipos especiales de familias de conjuntos
Una familia de Sperner es una familia de conjuntos en la que ninguno de ellos contiene a los demás. El teorema de Sperner limita el tamaño máximo de una familia de Sperner.
Una familia de Helly es una familia de conjuntos tal que cualquier subfamilia mínima con intersección vacía tiene un tamaño acotado. El teorema de Helly afirma que los conjuntos convexos en espacios euclídeos de dimensión acotada forman familias de Helly.
Un complejo simplicial abstracto es una familia de conjuntos {\displaystyle F} (que consta de conjuntos finitos) que está cerrado hacia abajo; es decir, cada subconjunto de un conjunto en {\displaystyle F} también está en {\displaystyle F.}
Un matroide es un complejo simplicial abstracto con una propiedad adicional llamada propiedad de aumento.
Cada filtro es una familia de conjuntos.
Un espacio convexo es una familia de conjuntos cerrada bajo intersecciones y uniones arbitrarias de cadenas (con respecto a la relación de inclusión).
Otros ejemplos de familias de conjuntos son los sistemas independientes, los vorazoides, los antimatroides y los espacios bornológicos.
| Familias de conjuntos {\displaystyle {\mathcal {F}}} sobre {\displaystyle \Omega } | Familias de conjuntos {\displaystyle {\mathcal {F}}} sobre {\displaystyle \Omega } | Familias de conjuntos {\displaystyle {\mathcal {F}}} sobre {\displaystyle \Omega } | Familias de conjuntos {\displaystyle {\mathcal {F}}} sobre {\displaystyle \Omega } | Familias de conjuntos {\displaystyle {\mathcal {F}}} sobre {\displaystyle \Omega } | Familias de conjuntos {\displaystyle {\mathcal {F}}} sobre {\displaystyle \Omega } | Familias de conjuntos {\displaystyle {\mathcal {F}}} sobre {\displaystyle \Omega } | Familias de conjuntos {\displaystyle {\mathcal {F}}} sobre {\displaystyle \Omega } | Familias de conjuntos {\displaystyle {\mathcal {F}}} sobre {\displaystyle \Omega } | Familias de conjuntos {\displaystyle {\mathcal {F}}} sobre {\displaystyle \Omega } | Familias de conjuntos {\displaystyle {\mathcal {F}}} sobre {\displaystyle \Omega } |
| --- | ---------------------------------------------------------------------------------- | ---------------------------------------------------------------------------------- | ---------------------------------------------------------------------------------- | ---------------------------------------------------------------------------------- | ---------------------------------------------------------------------------------- | ---------------------------------------------------------------------------------- | ---------------------------------------------------------------------------------- | ---------------------------------------------------------------------------------- | ---------------------------------------------------------------------------------- | ---------------------------------------------------------------------------------- |
| Es necesariamente cierto de {\displaystyle {\mathcal {F}}\colon } o {\displaystyle {\mathcal {F}}} es cerrado bajo: | Dirigido por {\displaystyle \,\supseteq }                                          | {\displaystyle A\cap B}                                                            | {\displaystyle A\cup B}                                                            | {\displaystyle B\setminus A}                                                       | {\displaystyle \Omega \setminus A}                                                 | {\displaystyle A_{1}\cap A_{2}\cap \cdots }                                        | {\displaystyle A_{1}\cup A_{2}\cup \cdots }                                        | {\displaystyle \Omega \in {\mathcal {F}}}                                          | {\displaystyle \varnothing \in {\mathcal {F}}}                                     | P.I.F.                                                                             |
| Sistema Π | Yes                                                                                | Yes                                                                                | No                                                                                 | No                                                                                 | No                                                                                 | No                                                                                 | No                                                                                 | No                                                                                 | No                                                                                 | No                                                                                 |
| Semianillo | Yes                                                                                | Yes                                                                                | No                                                                                 | No                                                                                 | No                                                                                 | No                                                                                 | No                                                                                 | No                                                                                 | Yes                                                                                | Nunca                                                                              |
| Semiálgebra (Semicuerpo) | Yes                                                                                | Yes                                                                                | No                                                                                 | No                                                                                 | No                                                                                 | No                                                                                 | No                                                                                 | No                                                                                 | Yes                                                                                | Nunca                                                                              |
| Clase monótona | No                                                                                 | No                                                                                 | No                                                                                 | No                                                                                 | No                                                                                 | Solo si {\displaystyle A_{i}\searrow }                                             | Solo si {\displaystyle A_{i}\nearrow }                                             | No                                                                                 | No                                                                                 | No                                                                                 |
| Sistema λ (Sistema de Dynkin) | Yes                                                                                | No                                                                                 | No                                                                                 | Solo si {\displaystyle A\subseteq B}                                               | Yes                                                                                | No                                                                                 | Solo si {\displaystyle A_{i}\nearrow } o son disjuntos                             | Yes                                                                                | Yes                                                                                | Nunca                                                                              |
| Anillo (Teoría del orden) | Yes                                                                                | Yes                                                                                | Yes                                                                                | No                                                                                 | No                                                                                 | No                                                                                 | No                                                                                 | No                                                                                 | No                                                                                 | No                                                                                 |
| Anillo (Teoría de la medida) | Yes                                                                                | Yes                                                                                | Yes                                                                                | Yes                                                                                | No                                                                                 | No                                                                                 | No                                                                                 | No                                                                                 | Yes                                                                                | Nunca                                                                              |
| Anillo δ | Yes                                                                                | Yes                                                                                | Yes                                                                                | Yes                                                                                | No                                                                                 | Yes                                                                                | No                                                                                 | No                                                                                 | Yes                                                                                | Nunca                                                                              |
| Anillo Σ | Yes                                                                                | Yes                                                                                | Yes                                                                                | Yes                                                                                | No                                                                                 | Yes                                                                                | Yes                                                                                | No                                                                                 | Yes                                                                                | Nunca                                                                              |
| Álgebra (Cuerpo) | Yes                                                                                | Yes                                                                                | Yes                                                                                | Yes                                                                                | Yes                                                                                | No                                                                                 | No                                                                                 | Yes                                                                                | Yes                                                                                | Nunca                                                                              |
| Álgebra Σ (Cuerpo Σ) | Yes                                                                                | Yes                                                                                | Yes                                                                                | Yes                                                                                | Yes                                                                                | Yes                                                                                | Yes                                                                                | Yes                                                                                | Yes                                                                                | Nunca                                                                              |
| Ideal dual | Yes                                                                                | Yes                                                                                | Yes                                                                                | No                                                                                 | No                                                                                 | No                                                                                 | Yes                                                                                | Yes                                                                                | No                                                                                 | No                                                                                 |
| Filtro | Yes                                                                                | Yes                                                                                | Yes                                                                                | Nunca                                                                              | Nunca                                                                              | No                                                                                 | Yes                                                                                | Yes                                                                                | {\displaystyle \varnothing \not \in {\mathcal {F}}}                                | Yes                                                                                |
| Prefiltro (Base de filtros) | Yes                                                                                | No                                                                                 | No                                                                                 | Nunca                                                                              | Nunca                                                                              | No                                                                                 | No                                                                                 | No                                                                                 | {\displaystyle \varnothing \not \in {\mathcal {F}}}                                | Yes                                                                                |
| Subbase de filtros | No                                                                                 | No                                                                                 | No                                                                                 | Nunca                                                                              | Nunca                                                                              | No                                                                                 | No                                                                                 | No                                                                                 | {\displaystyle \varnothing \not \in {\mathcal {F}}}                                | Yes                                                                                |
| Topología abierta | Yes                                                                                | Yes                                                                                | Yes                                                                                | No                                                                                 | No                                                                                 | No                                                                                 | (Incluso {\displaystyle \cup } arbitrario)                                         | Yes                                                                                | Yes                                                                                | Nunca                                                                              |
| Topología cerrada | Yes                                                                                | Yes                                                                                | Yes                                                                                | No                                                                                 | No                                                                                 | (Incluso {\displaystyle \cap } arbitrario)                                         | No                                                                                 | Yes                                                                                | Yes                                                                                | Nunca                                                                              |
| Es necesariamente cierto de {\displaystyle {\mathcal {F}}\colon } o {\displaystyle {\mathcal {F}}} es cerrado bajo: | Dirigido abajo                                                                     | Intersecciones finitas                                                             | Uniones finitas                                                                    | Complementos relativos                                                             | Complementos en {\displaystyle \Omega }                                            | Intersecciones numerables                                                          | Uniones numerables                                                                 | Contiene a {\displaystyle \Omega }                                                 | Contiene a {\displaystyle \varnothing }                                            | Propiedad de la Intersección Finita                                                |
| Además, un semianillo es un sistema Π donde cada complemento {\displaystyle B\setminus A} es igual a una unión disjunta finita de conjuntos en {\displaystyle {\mathcal {F}}.} . Una semiálgebra es un semianillo que contiene a {\displaystyle \Omega .} {\displaystyle A,B,A_{1},A_{2},\ldots } son elementos arbitrarios de {\displaystyle {\mathcal {F}}} y se supone que {\displaystyle {\mathcal {F}}\neq \varnothing .} |                                                                                    |                                                                                    |                                                                                    |                                                                                    |                                                                                    |                                                                                    |                                                                                    |                                                                                    |                                                                                    |                                                                                    |